# Большетерновское сельское поселение
Большетерно́вское се́льское поселе́ние — муниципальное образование в составе Чернышковского района Волгоградской области.
Административный центр — хутор Большетерновой.

## История
Большетерновское сельское поселение образовано 22 декабря 2004 года в соответствии с Законом Волгоградской области № 976-ОД.

## Население
| 2010 | 2012 | 2013 | 2014 | 2015 | 2016 | 2017 |
| ---- | ---- | ---- | ---- | ---- | ---- | ---- |
| 875  | ↘862 | ↘860 | ↘853 | ↘845 | ↘832 | ↘809 |
| 2018 | 2019 | 2020 | 2021 |      |      |      |
| ↘793 | ↗795 | ↘777 | ↘745 |      |      |      |

## Состав сельского поселения
| № | Населённый пункт | Тип населённого пункта        | Население |
| - | ---------------- | ----------------------------- | --------- |
| 1 | Большетерновой   | хутор, административный центр | 576       |
| 2 | Лагутин          | хутор                         | 35        |
| 3 | Малотерновой     | хутор                         | 264       |